# Countrywide Classic 1999 - Qualificazioni singolare
Le qualificazioni del singolare  del Countrywide Classic 1999 sono state un torneo di tennis preliminare per accedere alla fase finale della manifestazione. I vincitori dell'ultimo turno sono entrati di diritto nel tabellone principale. In caso di ritiro di uno o più giocatori aventi diritto a questi sono subentrati i lucky loser, ossia i giocatori che hanno perso nell'ultimo turno ma che avevano una classifica più alta rispetto agli altri partecipanti che avevano comunque perso nel turno finale.
Le qualificazioni del torneo Countrywide Classic 1999 prevedevano 30 partecipanti di cui 4 sono entrati nel tabellone principale.

## Teste di serie
1. Magnus Larsson (Qualificato)
2. Paradorn Srichaphan (ultimo turno)
3. Michael Joyce (secondo turno)
4. Cristiano Caratti (ultimo turno)

1. James Sekulov (Qualificato)
2. Sandon Stolle (primo turno)
3. David Wheaton (Qualificato)
4. Jason Weir-Smith (ultimo turno)

## Qualificati
1. Magnus Larsson
2. David Wheaton

1. Eric Taino
2. James Sekulov

## Tabellone

### Legenda
| - Q = Qualificato - WC = Wild card - LL = Lucky loser | - ALT = Alternate - SE = Special Exempt - PR = Protected Ranking | - w/o = Walkover - r = Ritirato - d = Squalificato |

### Sezione 1
|  | Primo turno        | Primo turno        | Primo turno   | Primo turno | Primo turno |  |  | Secondo turno | Secondo turno      | Secondo turno      | Secondo turno    | Secondo turno    |   |   | Ultimo turno | Ultimo turno   | Ultimo turno   | Ultimo turno | Ultimo turno |  |
|  |                    |                    |               |             |             |  |  |               |                    |                    |                  |                  |   |   |              |                |                |              |              |  |
|  |                    |                    |               |             |             |  |  |               |                    |                    |                  |                  |   |   |              |                |                |              |              |  |
|  |                    |                    |               |             |             |  |  | 1             | Magnus Larsson     | Magnus Larsson     | 6                | 2                |   |   |              |                |                |              |              |  |
|  | Ross Loel          | Ross Loel          | Ross Loel     | 6           | 6           |  |  |               | Ross Loel          | Ross Loel          | 4                | 0r               |   |   |              |                |                |              |              |  |
|  | Sean O'connor      | Sean O'connor      | Sean O'connor | 2           | 4           |  |  |               |                    |                    |                  |                  |   |   | 1            | Magnus Larsson | Magnus Larsson | 6            | 6            |  |
|  | John-Paul Fruttero | John-Paul Fruttero | 1             | 7           | 6           |  |  |               |                    | 8                  | Jason Weir-Smith | Jason Weir-Smith | 3 | 3 |              |                |                |              |              |  |
|  | Mardy Fish         | Mardy Fish         | 6             | 6           | 2           |  |  |               | John-Paul Fruttero | John-Paul Fruttero | 4                | 5                |   |   |              |                |                |              |              |  |
|  | 8                  | Jason Weir-Smith   | 6             | 6           | 7           |  |  | 8             | Jason Weir-Smith   | Jason Weir-Smith   | 6                | 7                |   |   |              |                |                |              |              |  |
|  |                    | Paul Harsanyi      | 1             | 7           | 6           |  |  |               |                    |                    |                  |                  |   |   |              |                |                |              |              |  |

### Sezione 2
|  | Primo turno      | Primo turno      | Primo turno      | Primo turno | Primo turno |  |  | Secondo turno | Secondo turno       | Secondo turno       | Secondo turno | Secondo turno |   |   | Ultimo turno | Ultimo turno        | Ultimo turno        | Ultimo turno | Ultimo turno |  |
|  |                  |                  |                  |             |             |  |  |               |                     |                     |               |               |   |   |              |                     |                     |              |              |  |
|  |                  |                  |                  |             |             |  |  |               |                     |                     |               |               |   |   |              |                     |                     |              |              |  |
|  |                  |                  |                  |             |             |  |  | 2             | Paradorn Srichaphan | Paradorn Srichaphan | 7             | 6             |   |   |              |                     |                     |              |              |  |
|  | Jason Cook       | Jason Cook       | Jason Cook       | 6           | 6           |  |  |               | Jason Cook          | Jason Cook          | 5             | 4             |   |   |              |                     |                     |              |              |  |
|  | Niko Karagiannis | Niko Karagiannis | Niko Karagiannis | 1           | 4           |  |  |               |                     |                     |               |               |   |   | 2            | Paradorn Srichaphan | Paradorn Srichaphan | 6            | 4            |  |
|  | Paul Kilderry    | Paul Kilderry    | Paul Kilderry    | 7           | 7           |  |  |               |                     | 7                   | David Wheaton | David Wheaton | 7 | 6 |              |                     |                     |              |              |  |
|  | Adam Peterson    | Adam Peterson    | Adam Peterson    | 5           | 5           |  |  |               | Paul Kilderry       | Paul Kilderry       | 1             | 2             |   |   |              |                     |                     |              |              |  |
|  | 7                | David Wheaton    | David Wheaton    | 6           | 6           |  |  | 7             | David Wheaton       | David Wheaton       | 6             | 6             |   |   |              |                     |                     |              |              |  |
|  |                  | Trent Aaron      | Trent Aaron      | 0           | 0           |  |  |               |                     |                     |               |               |   |   |              |                     |                     |              |              |  |

### Sezione 3
|  | Primo turno    | Primo turno     | Primo turno     | Primo turno     | Primo turno |  |  | Secondo turno   | Secondo turno   | Secondo turno   | Secondo turno   | Secondo turno   |   |   | Ultimo turno | Ultimo turno | Ultimo turno | Ultimo turno | Ultimo turno |  |
|  |                |                 |                 |                 |             |  |  |                 |                 |                 |                 |                 |   |   |              |              |              |              |              |  |
|  | 3              | Michael Joyce   | Michael Joyce   | 6               | 6           |  |  |                 |                 |                 |                 |                 |   |   |              |              |              |              |              |  |
|  |                | Zack Fleishman  | Zack Fleishman  | 1               | 1           |  |  | 3               | Michael Joyce   | 1               | 6               | 3               |   |   |              |              |              |              |              |  |
|  | Eric Taino     | Eric Taino      | Eric Taino      | 7               | 6           |  |  |                 | Eric Taino      | 6               | 3               | 6               |   |   |              |              |              |              |              |  |
|  | Vincent Mackey | Vincent Mackey  | Vincent Mackey  | 5               | 4           |  |  |                 |                 |                 |                 |                 |   |   | Eric Taino   | Eric Taino   | Eric Taino   | 6            | 6            |  |
|  | Ashley Ford    | Ashley Ford     | 2               | 6               | 6           |  |  |                 |                 | Danny Westerman | Danny Westerman | Danny Westerman | 2 | 2 |              |              |              |              |              |  |
|  | Marius Barnard | Marius Barnard  | 6               | 4               | 3           |  |  | Ashley Ford     | Ashley Ford     | Ashley Ford     | 6               | 6               |   |   |              |              |              |              |              |  |
|  |                | Danny Westerman | Danny Westerman | Danny Westerman | W-O         |  |  | Danny Westerman | Danny Westerman | Danny Westerman | 7               | 7               |   |   |              |              |              |              |              |  |
|  | 6              | Sandon Stolle   | Sandon Stolle   | Sandon Stolle   |             |  |  |                 |                 |                 |                 |                 |   |   |              |              |              |              |              |  |

### Sezione 4
|  | Primo turno         | Primo turno         | Primo turno         | Primo turno | Primo turno |  |  | Secondo turno | Secondo turno       | Secondo turno       | Secondo turno | Secondo turno |   |   | Ultimo turno | Ultimo turno      | Ultimo turno      | Ultimo turno | Ultimo turno |  |
|  |                     |                     |                     |             |             |  |  |               |                     |                     |               |               |   |   |              |                   |                   |              |              |  |
|  | 4                   | Cristiano Caratti   | Cristiano Caratti   | 6           | 6           |  |  |               |                     |                     |               |               |   |   |              |                   |                   |              |              |  |
|  |                     | Phillip Sheng       | Phillip Sheng       | 3           | 2           |  |  | 4             | Cristiano Caratti   | Cristiano Caratti   | 6             | 6             |   |   |              |                   |                   |              |              |  |
|  | Mitch Sprengelmeyer | Mitch Sprengelmeyer | Mitch Sprengelmeyer | 6           | 6           |  |  |               | Mitch Sprengelmeyer | Mitch Sprengelmeyer | 2             | 0             |   |   |              |                   |                   |              |              |  |
|  | Witold Cudny        | Witold Cudny        | Witold Cudny        | 4           | 3           |  |  |               |                     |                     |               |               |   |   | 4            | Cristiano Caratti | Cristiano Caratti | 4            | 6            |  |
|  | Brandon Coupe       | Brandon Coupe       | Brandon Coupe       | 6           | 6           |  |  |               |                     | 5                   | James Sekulov | James Sekulov | 6 | 7 |              |                   |                   |              |              |  |
|  | Torrey Gambill      | Torrey Gambill      | Torrey Gambill      | 0           | 2           |  |  |               | Brandon Coupe       | 3                   | 6             | 4             |   |   |              |                   |                   |              |              |  |
|  | 5                   | James Sekulov       | James Sekulov       | 6           | 6           |  |  | 5             | James Sekulov       | 6                   | 1             | 6             |   |   |              |                   |                   |              |              |  |
|  |                     | Eni Ghidirmic       | Eni Ghidirmic       | 2           | 1           |  |  |               |                     |                     |               |               |   |   |              |                   |                   |              |              |  |